# Exonuclease

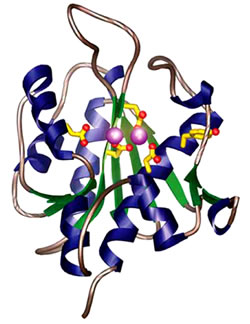
WRN-exonuclease (Werner syndroom-exonuclease) waarbij de actieve plaatsen in geel zijn weergegeven.

Exonucleasen zijn nucleasen die bij DNA en/of RNA per reactiecyclus een nucleïnezuurmonomeer aan het eind van het DNA- en/of RNA-molecuul afsplitst, waarbij een nucleïnezuur en een monomeer gevormd worden.
Bij voortgaande reactie wordt het hele DNA- en/of RNA-molecuul afgebroken.
Exonucleasen komen bijvoorbeeld voor als corrigerende enzymen bij de DNA replicatie. Zo worden verkeerd ingebouwde nucleotiden door deze enzymen weer verwijderd.
Eukaryoten en prokaryoten hebben drie typen exonucleasen die betrokken zijn bij het afbreken van het mRNA:
- 5’ → 3’ exonuclease, een van decapping afhankelijk eiwit,
- 3’ → 5’ exonuclease, een onafhankelijk eiwit
- poly(A)-specifiek 3’ → 5’ exonuclease.[1][2]

mRNA

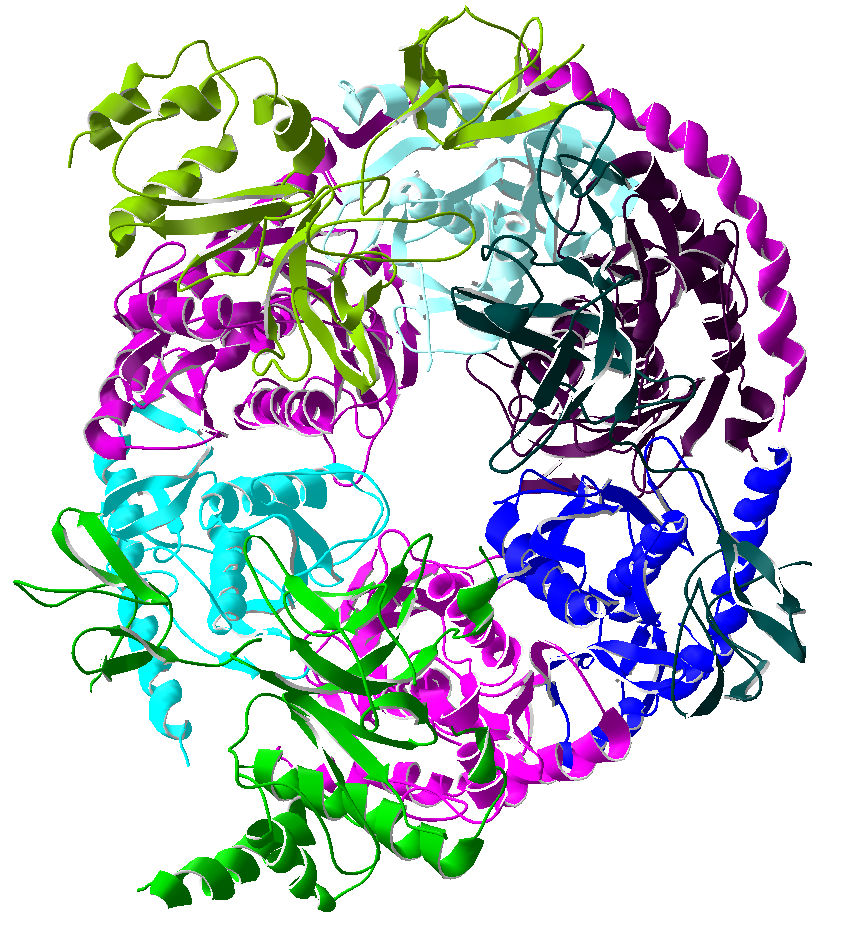
Het humane exosoom-complex.

In 1971 ontdekte I.R. Lehman exonuclease I in E. coli. Sindsdien zijn er vele nieuwe exonucleasen gevonden, zoals: exonuclease II, III, IV, V, VI, VII en VIII. Elk type exonuclease heeft een eigen functie.
In zowel archaebacteria als eukaryoten is bij een van de hoofdroutes van de RNA-afbraak een meervoudig-eiwit exosoom complex betrokken, dat hoofdzakelijk bestaat uit 3' → 5' exoribonucleasen.

## Interactie met polymerase
RNA-polymerase II is betrokken bij het beëindigen van de transcriptie. Een 5’-exonuclease (humane gen Xrn2) breekt het nieuw gevormde transcript stroomafwaarts af en vormt de polyadenylatie-plaats. Tegelijkertijd reageert het met de polymerase, waardoor de transcriptie stopt.
DNA-polymerase I synthetiseert DNA-nucleotiden op de plaats van de net door de DNA-polymerase verwijderde RNA-primer. DNA-polymerase I heeft ook 3' → 5' exonuclease activiteit, die gebruikt wordt voor het opsporen van fouten in het aangemaakte DNA.